# Detritívoro

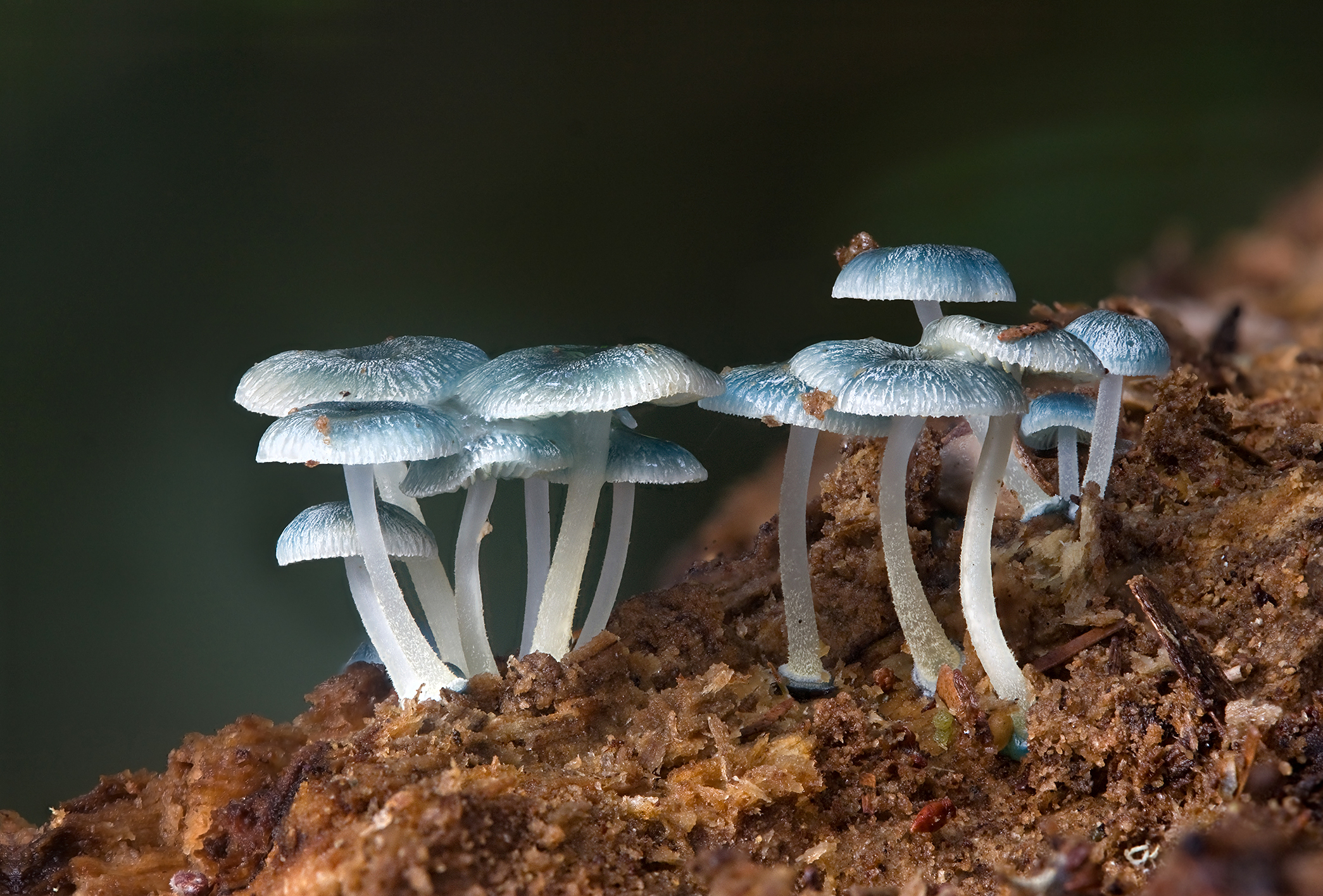
Os fungos são os principais decompositores na maioria dos ambientes, ilustrados aqui Mycena interrupta. Somente os fungos produzem as enzimas necessárias para decompor a lignina, uma substância quimicamente complexa encontrada na madeira.

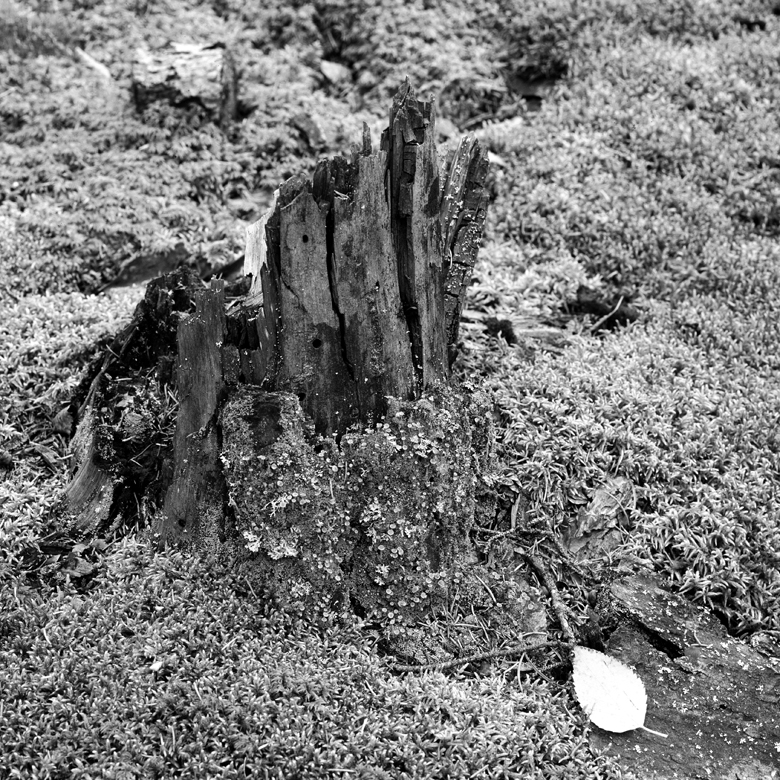
Um tronco de árvore em decomposição na floresta boreal do Canadá. A madeira em decomposição preenche um importante nicho ecológico, fornecendo habitat e abrigo e devolvendo importantes nutrientes ao solo após sofrer decomposição.

Detritívoros (também conhecidos como detritívoros, detritófagos ou comedores de detritos) são heterótrofos que obtêm nutrientes consumindo detritos (partes de plantas e animais em decomposição, bem como fezes). Existem muitos tipos de invertebrados, vertebrados e plantas que realizam coprofagia. Ao fazer isso, todos esses detritívoros contribuem para a decomposição e os ciclos de nutrientes. Devem ser diferenciados de outros decompositores, como muitas espécies de bactérias, fungos e protistas, que são incapazes de ingerir pedaços discretos de matéria, mas vivem absorvendo e metabolizando em escala molecular (nutrição saprotrófica). Os termos detritívoro e decompositor são frequentemente usados de forma intercambiável, mas descrevem organismos diferentes. Os detritívoros são geralmente artrópodes e auxiliam no processo de remineralização. Os detritívoros realizam a primeira etapa da remineralização, fragmentando a matéria vegetal morta, permitindo que os decompositores realizem a segunda etapa da remineralização.
Os tecidos vegetais são constituídos por moléculas resilientes (celulose, quitina, lignina e xilana) que se decompõem a uma taxa muito menor do que outras moléculas orgânicas. A atividade dos detritívoros é a razão pela qual não vemos um acúmulo de serapilheira na natureza.
Os detritívoros são um aspecto importante de muitos ecossistemas. Eles podem viver em qualquer tipo de solo com um componente orgânico, incluindo ecossistemas marinhos, onde são denominados de forma intercambiável com alimentadores de fundo.
Animais detritívoros típicos incluem milípedes, colêmbolos, piolhos, moscas de esterco, lesmas, muitos vermes terrestres, estrelas do mar, pepinos do mar e alguns poliquetas sedentários, como vermes da família Terebellidae.
Os detritívoros podem ser classificados em grupos mais específicos com base em seu tamanho e biomas. Macrodetritívoros são organismos maiores, como milípedes, colêmbolos e piolhos, enquanto microdetritívoros são organismos menores, como bactérias.
Os necrófagos não são normalmente considerados detritívoros, pois geralmente comem grandes quantidades de matéria orgânica, mas tanto os detritívoros quanto os necrófagos são o mesmo tipo de casos de sistemas de consumo de recursos. O consumo de madeira, viva ou morta, é conhecido como xilofagia. A atividade dos animais que se alimentam apenas de madeira morta é chamada de sapro-xilofagia e desses animais, sapro-xilófagos.

## Ecologia
Os detritívoros desempenham um papel importante como recicladores no fluxo de energia do ecossistema e nos ciclos biogeoquímicos. Especialmente no papel de reciclar nutrientes de volta ao solo. Detritívoros e decompositores reintroduzem elementos vitais como carbono, nitrogênio, fósforo, cálcio e potássio de volta ao solo, permitindo que as plantas absorvam esses elementos e os usem para o crescimento. Eles trituram a matéria vegetal morta que libera os nutrientes presos nos tecidos vegetais. Uma abundância de detritívoros no solo permite que o ecossistema recicle nutrientes com eficiência.
O comportamento alimentar dos detritívoros é afetado pela chuva; o solo úmido aumenta a alimentação e a excreção dos detritívoros.
Muitos detritívoros vivem em florestas maduras, embora o termo possa ser aplicado a certos comedores de fundo em ambientes úmidos. Esses organismos desempenham um papel crucial nos ecossistemas bentônicos, formando cadeias alimentares essenciais e participando do ciclo do nitrogênio. Detritívoros e decompositores que residem no deserto são enterrados no subsolo para evitar a superfície quente e as condições subterrâneas fornecem condições de vida favoráveis para eles. Os detritívoros são os principais organismos na limpeza do lixo vegetal e na reciclagem de nutrientes no deserto. Devido à limitada vegetação disponível no deserto, os detritívoros adaptaram-se e desenvolveram formas de se alimentar nas condições extremas do deserto.
Os fungos, atuando como decompositores, são importantes no ambiente terrestre atual. Durante o período Carbonífero, fungos e bactérias ainda não desenvolveram a capacidade de digerir lignina , e assim grandes depósitos de tecido vegetal morto se acumularam durante esse período, tornando-se posteriormente os combustíveis fósseis.